# 国際熱帯木材機関
国際熱帯木材機関（こくさいねったいもくざいきかん、英語: International Tropical Timber Organization、略称:ITTO）は熱帯雨林の保護及び安定的供給・利用、貿易拡大を目的とする国際機関。横浜市みなとみらい地区に本部を置く。

## 機構
国際連合貿易開発会議において採択され、1985年に発効した1983年国際熱帯木材協定に基づいて1986年に設立された。持続可能な管理と合法的伐採、木材貿易の拡大と多様化を目的として、1994年国際熱帯木材協定、2006年国際熱帯木材協定で順次権限が更改されている。
最高意思決定機関として、国際熱帯木材理事会（ITTC）を置き、生産国（34か国）と消費国（38か国）の約半数ずつからなる。生産国と消費国のそれぞれにおいて市場シェアに応じて議決権が配分される。
国際熱帯木材機関の事務局長には、発足当時から生産国出身の人材が選ばれてきたが、3代目のカメルーン出身の事務局長が、2016年に不正投資事件を起こして辞任した際、後任として初めて消費国出身のドイツのゲルハルト・ディータリーが事務局長に就任した。2021年3月ににディータリーの任期が満了すると、事務局長の座は空席となっていたが、同年12月の理事会はマレーシア出身のジャーム・サックルを次期事務局長に選出。2022年以降、再び生産国出身者が事務局長を務めることとなった。

## 権限と活動
ITTOは主に熱帯木材の国際取引を規制するコモディティ機関である。本来の権限は熱帯林の保護であるが、細かい点については規定されていない。1990年にITTCは2000年までに輸出されるすべての木材が、持続可能性のある森林から伐採されたものとする決議を採択した。1987年、ITTOはハーバード大学国際開発研究所に対して、熱帯林の多目的利用に関する現代の知識に関する調査を依頼。調査は、非木材生産物の可能性と森林の持続可能性を高める方法に関心が置かれた。研究所は1988年に調査を完了し、刊行物を1990年と1992年の2回にわたって更新している。
季刊刊行物熱帯林ニュースレター (ISSN 1022-5439)を英語、フランス語、スペイン語で発行しており、オンラインで参照することができる。

## 脚註
1. ↑  “About ITTO”.   ITTO. 2011年6月10日閲覧。
2. ↑  “INTERNATIONAL TROPICAL TIMBER ORGANIZATION”.   Australian Department of Agriculture, Fisheria and Forestry. 2011年6月10日閲覧。
3. ↑  “International Tropical Timber Agreement, 2006”.   REDD Desk. 2011年6月10日閲覧。
4. 1 2  Tarasofsky, Richard (1999). Assessing the international forest regime. IUCN. p. 97ff. ISBN 2-8317-0472-3
5. ↑  ITTO事務局長に発の助成、マレーシア出身のサックル氏を選出『林政ニュース』2022年（令和4年）1月12日 p5 日本林業調査会
6. ↑  Todor Panaĭotov, Peter S. Ashton (1992). Not by timber alone: economics and ecology for sustaining tropical forests. Island Press. p. xix. ISBN 1-55963-195-3
7. ↑  ITTO. Tropical Forest Update 22(1):2.